# Fermion Weyl
Fermionul Weyl este o particulă ipotetică propusă de matematicianul și fizicianul german Hermann Weyl în 1929, lipsită de masă și cu alte proprietăți neobișnuite. Timp de decenii s-a crezut că neutrinii sunt particule Weyl, până când, în 1998, s-a descoperit că aceștia au masă. În prezent nu se cunoaște existența unor astfel de particule elementare dar, în iulie 2015, o echipă de cercetători a anunțat observarea unei cvasiparticule care deține aceste proprietăți.
Deși toți fermionii cunoscuți au masă, Hermann Weyl a teoretizat posibilitatea existenței unor fermioni lipsiți de masă și care posedă sarcină electrică.
În iulie 2015, o echipă internațională condusă de oameni de știință de la Universitatea din Princeton, a anunțat observarea unei astfel de particule teoretizate cu 85 de ani în urmă, într-un cristal metalic sintetic, arseniura de tantal, pe care cercetătorii de la Princeton l-au proiectat în colaborare cu cercetători de la Centrul de Inovație Colaborativă a Materiei Cuantice din Beijing și de la Universitatea Națională din Taiwan.
Anterior, în iunie 2015, cercetătorii au publicat un studiu unde teoretizează că fermionii Weyl ar putea exista în anumite cristale, cunoscute ca „semimetale Weyl”, care pot împărți electronii din interior în perechi de fermioni Weyl care se deplasează în direcții opuse.
Conform fizicianului Zahid Hasan, profesor la Universitatea din Princeton și conducătorul grupului de cercetare, aceștia sunt „cărămizi” fundamentale, doi fermioni Weyl putând fi combinați pentru a obține un electron. Însă acești fermioni nu sunt particule de sine stătătoare, ci cvasiparticule care pot exista exclusiv în interiorul acestor cristale. Mai exact sunt o activitate electronică ce se comportă ca particulele obișnuite în spațiul liber. Una din proprietățile speciale ale fermionilor Weyl este aceea că aceștia nu se ciocnesc de obstacole, ci trec fie prin ele sau pe lângă ele, spre deosebire de fermionii obișnuiți, cum sunt electronii, care ricoșează atunci când se ciocnesc, generând căldură și diminuând eficiența transportului de energie. Faptul că aceștia nu au masă poate însemna că pot transmite sarcina electrică mult mai repede și mai eficient decât electronii. Acest lucru poate avea potențial pentru viitoare aplicații electronice, în prezent unii dintre factorii principali care limitează puterea de procesare a calculatoarelor fiind consumul de energie și căldura asociată. Tot conform lui Hasan, electricitatea poate circula prin aceste cristale, teoretic, de două ori mai rapid decât prin grafen și de o mie de ori mai rapid decât prin semiconductoarele convenționale.

## Legături externe
- Descoperirea care ar putea face calculatoarele de 3.000 de ori mai puternice